# Colonel Yate (manzana)
Colonel Yate es una  variedad cultivar de manzano (Malus domestica). 
Un híbrido del cruce de Lane's Prince Albert x Peasgood's Nonsuch. Criado en 1905 probablemente por W.H. Divers en Surbiton, Surrey, Inglaterra. Las frutas tienen una pulpa firme, y fina, crujiente y amarillenta con un sabor subácido.

## Sinonimia
- "Colonel Yale",
- "Colonel Yates".

## Historia
'Prince George' es una variedad de manzana, híbrido procedente del cruce como Parental-Madre 'Lane's Prince Albert' x polinizado por variedad Parental-Padre 'Peasgood's Nonsuch'. Desarrollado y criado por W.H. Divers en Surbiton, Surrey, Inglaterra, (Reino Unido) a principios del siglo XX.
'Colonel Yate' se cultiva en la National Fruit Collection con el número de accesión: 1932-004 y Accession name: Colonel Yate.

## Características
'Colonel Yate' árbol de extensión erguida, de vigor moderadamente vigoroso, portador de espuela. Tiene un tiempo de floración que comienza a partir del 7 de mayo con el 10% de floración, para el 12 de mayo tiene una floración completa (80%), y para el 19 de mayo tiene un 90% caída de pétalos.
'Colonel Yate' tiene una talla de fruto grande; forma redondeado-aplanado, con una altura de 75.00mm, y con una anchura de 95.00mm; con nervaduras fuertes pronunciadas; epidermis con color de fondo verde amarillo, con un sobre color rojo, importancia del sobre color bajo, y patrón del sobre color chapa / rayas, presentando un ruborizado con un tono más claro de rojo ladrillo con un patrón roto de rayas más oscuras en la cara expuesta al sol, "russeting" (pardeamiento áspero superficial que presentan algunas variedades) bajo; cáliz pequeño, parcialmente abierto y colocado en una cubeta en forma de embudo de profundidad media; pedúnculo corto y delgado, colocado en una cavidad profunda y estrecha; carne es de color verdoso, de grano fino y firme. Sabor dulce.
Listo para cosechar a mediados de octubre. Se conserva bien durante dos meses en cámaras frigoríficas.

## Usos
Una buena manzana de uso fresca en mesa y también de uso en cocina. Hace una deliciosa salsa de manzana agridulce.

## Ploidismo
Diploide, auto estéril. Grupo de polinización: Grupo D, Día 14.